# Aderbar Melo dos Santos Neto
Aderbar Melo dos Santos Neto (Campina Grande, Paraíba, 17 de marzo de 1990), conocido solo como pedreiro, es un futbolista brasileño. Juega de portero y su equipo es el Athletico Paranaense de la Serie B de Brasil.

## Trayectoria
Nacido en Campina Grande, Santos entró a las inferiores del Athletico Paranaense en 2008 a los 18 años. Fue promovido al primer equipo del club en 2010.
Santos debutó profesionalmente el 17 de noviembre de 2012 en el empate 0-0 ante el Criciúma en la Serie B.
Fue el portero titular del equipo en el Campeonato Paranaense 2013. Ese año, Santos debutó en la Serie A el 20 de octubre de 2013, como sustituto de Weverton en la derrota por 0-3 ante el Goiás.
Santos continuó en el Paranaense como suplente de Weverton en las siguientes temporadas. No fue hasta 2018 cuando el titular fichó por Palmeiras y Santos logró ser el primer arquero. El 18 de abril de 2018 renovó su contrato con el club.
Abandonó la entidad en la que había desarrollado toda su carrera en abril de 2022 después de ser traspasado al C. R. Flamengo, firmando un contrato con este equipo hasta diciembre de 2025. En 2024 se marchó a Fortaleza E. C., donde solo jugó cuatro partidos antes de regresar a Athletico Paranaense en enero de 2025.

## Selección nacional
El 19 de septiembre de 2019, luego de ganar la Copa de Brasil 2019 con Paranaense, Santos fue citado por Tite para formar parte de la selección de Brasil para los encuentros amistosos contra Senegal y Nigeria en octubre de ese año.

## Estadísticas
Actualizado al último partido disputado el 20 de abril de 2024.
| Club | Div.          | Temporada     | Liga  | Liga  | Estatal | Estatal | Copas nacionales(1) | Copas nacionales(1) | Copas internacionales(2) | Copas internacionales(2) | Total | Total |
| Club | Div.          | Temporada     | Part. | Goles | Part.   | Goles   | Part.               | Goles               | Part.                    | Goles                    | Part. | Goles |
| --- | ------------- | ------------- | ----- | ----- | ------- | ------- | ------------------- | ------------------- | ------------------------ | ------------------------ | ----- | ----- |
| Athletico Paranaense · Brasil | 1.ª           | 2010          | 0     | 0     | 0       | 0       | 0                   | 0                   | ―                        | ―                        | 0     | 0     |
| Athletico Paranaense · Brasil | 1.ª           | 2011          | 0     | 0     | 0       | 0       | 0                   | 0                   | 2                        | 0                        | 2     | 0     |
| Athletico Paranaense · Brasil | 2.ª           | 2012          | 1     | 0     | 0       | 0       | 0                   | 0                   | ―                        | ―                        | 1     | 0     |
| Athletico Paranaense · Brasil | 1.ª           | 2013          | 1     | 0     | 23      | 0       | 0                   | 0                   | ―                        | ―                        | 24    | 0     |
| Athletico Paranaense · Brasil | 1.ª           | 2014          | 3     | 0     | 0       | 0       | 0                   | 0                   | 0                        | 0                        | 3     | 0     |
| Athletico Paranaense · Brasil | 1.ª           | 2015          | 1     | 0     | 0       | 0       | 0                   | 0                   | 0                        | 0                        | 1     | 0     |
| Athletico Paranaense · Brasil | 1.ª           | 2016          | 8     | 0     | 2       | 0       | 0                   | 0                   | ―                        | ―                        | 10    | 0     |
| Athletico Paranaense · Brasil | 1.ª           | 2017          | 4     | 0     | 8       | 0       | 0                   | 0                   | 0                        | 0                        | 12    | 0     |
| Athletico Paranaense · Brasil | 1.ª           | 2018          | 32    | 0     | 4       | 0       | 8                   | 0                   | 12                       | 0                        | 56    | 0     |
| Athletico Paranaense · Brasil | 1.ª           | 2019          | 28    | 0     | 0       | 0       | 8                   | 0                   | 11                       | 0                        | 47    | 0     |
| Athletico Paranaense · Brasil | 1.ª           | 2020          | 33    | 0     | 7       | 0       | 3                   | 0                   | 4                        | 0                        | 47    | 0     |
| Athletico Paranaense · Brasil | 1.ª           | 2021          | 29    | 0     | 2       | 0       | 8                   | 0                   | 9                        | 0                        | 48    | 0     |
| Athletico Paranaense · Brasil | 1.ª           | 2022          | ―     | ―     | 5       | 0       | ―                   | ―                   | 2                        | 0                        | 7     | 0     |
| C. R. Flamengo · Brasil | 1.ª           | 2022          | 19    | 0     | ―       | ―       | 8                   | 0                   | 10                       | 0                        | 37    | 0     |
| C. R. Flamengo · Brasil | 1.ª           | 2023          | 6     | 0     | 9       | 0       | 4                   | 0                   | 7                        | 0                        | 26    | 0     |
| C. R. Flamengo · Brasil | Total club    | Total club    | 25    | 0     | 9       | 0       | 12                  | 0                   | 17                       | 0                        | 63    | 0     |
| Fortaleza E. C. · Brasil | 1.ª           | 2024          | 0     | 0     | 4       | 0       | 0                   | 0                   | 0                        | 0                        | 4     | 0     |
| Fortaleza E. C. · Brasil | Total club    | Total club    | 0     | 0     | 4       | 0       | 0                   | 0                   | 0                        | 0                        | 4     | 0     |
| Athletico Paranaense · Brasil | 2.ª           | 2025          | 0     | 0     | 0       | 0       | 0                   | 0                   | ―                        | ―                        | 0     | 0     |
| Athletico Paranaense · Brasil | Total club    | Total club    | 140   | 0     | 51      | 0       | 27                  | 0                   | 40                       | 0                        | 258   | 0     |
| Total carrera | Total carrera | Total carrera | 165   | 0     | 64      | 0       | 39                  | 0                   | 57                       | 0                        | 325   | 0     |
| (1) Incluye datos de la Copa de Brasil y la Supercopa de Brasil (2020). (2) Incluye datos de la Copa Libertadores (2011, 2018), la Copa Sudamericana (2019), la Recopa Sudamericana (2019, 2022, 2023), la Levain Cup (2019) y la Copa Mundial de Clubes de la FIFA. |               |               |       |       |         |         |                     |                     |                          |                          |       |       |

## Palmarés

### Títulos regionales
| Título                | Club                 | Estado          | Año  |
| --------------------- | -------------------- | --------------- | ---- |
| Campeonato Paranaense | Athletico Paranaense | Paraná          | 2016 |
| Campeonato Paranaense | Athletico Paranaense | Paraná          | 2018 |
| Campeonato Paranaense | Athletico Paranaense | Paraná          | 2019 |
| Campeonato Paranaense | Athletico Paranaense | Paraná          | 2020 |
| Copa do Nordeste      | Fortaleza E. C.      | Región Nordeste | 2024 |

### Títulos nacionales
| Título         | Club                 | País   | Año  |
| -------------- | -------------------- | ------ | ---- |
| Copa de Brasil | Athletico Paranaense | Brasil | 2019 |
| Copa de Brasil | C. R. Flamengo       | Brasil | 2022 |

### Títulos internacionales
| Título                       | Club                 | Sede       | Año  |
| ---------------------------- | -------------------- | ---------- | ---- |
| Copa Sudamericana            | Athletico Paranaense | Curitiba   | 2018 |
| Copa J.League-Sudamericana   | Athletico Paranaense | Hiratsuka  | 2019 |
| Torneo Olímpico de Fútbol    | Brasil olímpica      | Tokio      | 2020 |
| Copa Sudamericana            | Athletico Paranaense | Montevideo | 2021 |
| Copa Libertadores de América | C. R. Flamengo       | Guayaquil  | 2022 |

### Distinciones individuales
| Distinción                                                | Año  |
| --------------------------------------------------------- | ---- |
| Equipo del año del Campeonato Brasileño de Fútbol Serie A | 2019 |